# Der Fangschuß
Der Fangschuß (comercialitzada en francès com Le Coup de grâce) és una pel·lícula de coproducció franco-alemanya en blanc i negre dirigida per Volker Schlöndorff. El guió és una adaptació de la novel·la de Marguerite Yourcenar El tret de gràcia i la pel·lícula bèl·lica explora la passió enmig de tons polítics subjacents.

## Argument
El 1919 a Letònia, un destacament de soldats alemanys del Freikorps s'estaciona en un castell de la ciutat de Kratovice per combatre la guerrilla bolxevic. El castell és la casa del soldat Konrad von Reval i de la seva germana Sophie von Reval. Sophie se sent atreta per un altre soldat, un íntim amic de Konrad, Errad von Lhomond. Tot i això, el reticent Erich rebutja els seus avanços. Com a represàlia, Sophie flirteja amb altres membres de la tropa militar. Erich s'enfada molt pel seu comportament. Finalment, Sophie s'assabenta que Erich i Konrad són amants. Després d'aquest descobriment, s'uneix a la guerrilla d'esquerres, amb qui havia estat en contacte anteriorment. Els soldats d'Erich la capturen a ella i als seus companys. Sophie demana que Erich l'executi ell mateix, i ell es veu obligat. En un impressionant tret de seguiment, veiem a Erich disparar casualment Sophie al cap abans de reunir-se amb una foto amb els altres soldats. Quan tots pugen a un tren, la càmera torna als cadàvers dels executats.

## Adaptació
Els esdeveniments de la novel·la El tret de gràcia de Marguerite Yourcenar del 1939, es veuen des del punt de vista del soldat Erich von Lhomond. Tanmateix, la pel·lícula transmet la història des del punt de vista de Sophie von Reval, interpretada per Margarethe von Trotta, que va coescriure el guió. En dirigir la història des d'una perspectiva femenina, la pel·lícula ofereix una visió alternativa, distorsionant els trets típics del gènere bèl·lic, com ara una perspectiva masculina, i retrata la història a través de xocs d'emocions i entorns de l'època als quals s'enfronta Sophie von Reval. Els cineastes van pensar que una audiència del 1976 s'identificaria més fàcilment amb la independència i resolució que exhibiria Sophie que amb el conservadorisme reprimit d'Erich.
A més, la guerra civil russa és només un teló de fons imprecís a la novel·la, però la pel·lícula mostra els compromisos del camp de batalla amb una realitat brutal que fa que la guerra tingui una presència significativa.

## Repartiment
- Matthias Habich - Erich von Lhomond
- Margarethe von Trotta - Sophie von Reval
- Rüdiger Kirschstein - Conrad von Reval
- Mathieu Carrière - Volkmar von Plessen
- Valeska Gert - Tia Praskovia
- Marc Eyraud - Dr. Paul Rugen
- Bruno Thost - Chopin
- Henry van Lyck - Borschikoff
- Hannes Kaetner - Michel
- Franz Morak - Grigori Loew
- Frederik von Zichy - Franz von Aland
- Alexander von Eschwege - Blankenberg
- Maria Guttenbrunner - Mutter Loew
- Stephan Paryla - Sergent

## Premis
- 1977: Als Deutscher Filmpreis va obtenir els premis a la millor direcció per Volker Schlöndorff i a la millor fotografia per Igor Luther.